# 34129 Madisonsneve
34129 Madisonsneve este o planetă minoră (asteroid), cu un diametru de 4,113 km, din centura de asteroizi. A fost descoperită pe 24 august 2000 la Experimental Test Site⁠(d) de Lincoln Near-Earth Asteroid Research. 
Obiectul prezintă o orbită caracterizată de o semiaxă mare de 2,8689542 UAi, o excentricitate de 0,07, o înclinație de 1,17259 ° în raport cu ecliptica.